# Cédric Badolo
Cédric Badolo, né le 4 novembre 1998 à Ouagadougou, est un footballeur international burkinabé, qui joue au poste de milieu offensif au Spartak Trnava.

## Biographie

### En club
Cédric Badolo commence sa carrière avec l'Union sportive des Forces armées, avant de rejoindre en 2016 le Kawkab de Marrakech avec qui il ne dispute que deux rencontres.
En 2018, il retourne au Burkina Faso en rejoignant le Salitas FC. Il remporte la Coupe du Burkina Faso lors de sa première année au club. Lors de son premier match en Coupe de la confédération le 15 décembre 2018, il inscrit un but contre Al-Masry, avant de récidiver au tour suivant contre Al Nasr Benghazi.
En 2019, Badolo s'engage en faveur du club slovaque du FK Pohronie. Il dispute son premier match en championnat de Slovaquie le 20 juillet 2019 contre le Slovan Bratislava. Le 12 décembre 2019, Badolo inscrit son premier but face au ŠKF Sereď.
Le 9 février 2022, il rejoint le Sheriff Tiraspol. Dès sa première saison, Badolo remporte le championnat ainsi que la coupe de Moldavie, en inscrivant notamment quatre buts lors de cette dernière compétition.
À l'automne 2022, il dispute la phase de groupes de Ligue Europa en étant titulaire à chaque match, notamment lors de rencontres de prestige face à Manchester United et la Real Sociedad. Il inscrit son premier but européen en seizièmes de finale de Ligue Europa Conférence contre le Partizan Belgrade. Badolo et ses coéquipiers réalisent à nouveau le doublé coupe-championnat lors de cette saison.
Avant la 11e journée du championnat moldave en octobre 2024, le joueur avait reçu un maillot spécial avec le chiffre 100 pour marquer son 100e match avec le club. Cédric Badolo avait atteint ce cap le 5 octobre, lors de la victoire de son équipe contre le Spartanii (0-1), établissant ainsi le record de 100 matchs joués pour le Sheriff Tiraspol.
Le 28 janvier 2025, il fait son retour au sein du championnat slovaque en rejoignant le Spartak Trnava.

### En sélection
En 2018, Badolo fait ses débuts avec l'équipe des moins de 23 ans, avec qui il dispute deux matchs et inscrit un but.
Cédric Badolo honore sa première sélection en équipe du Burkina Faso le 24 mars 2022 en amical face au Kosovo, en entrant en jeu à la place de Bryan Dabo peu après l’heure de jeu. 
Il est titularisé pour la première fois le 27 septembre 2022 en amical contre les Comores. 
Il est sélectionné par Hubert Velud pour participer à la CAN 2023. Badolo est titularisé lors des matchs de poule contre la Mauritanie et l'Angola, et entre en jeu en fin de partie face à l'Algérie. Lors du huitième de finale face au Mali, il entre en jeu à la pause mais ne peut empêcher la défaite de son équipe. 

## Palmarès
- Salitas FC
  - Vainqueur de la Coupe du Burkina Faso en 2018

- Sheriff Tiraspol
  - Vainqueur du Championnat de Moldavie en 2022 et 2023
  - Vainqueur de la Coupe de Moldavie en 2022 et 2023